# Didivan Burg

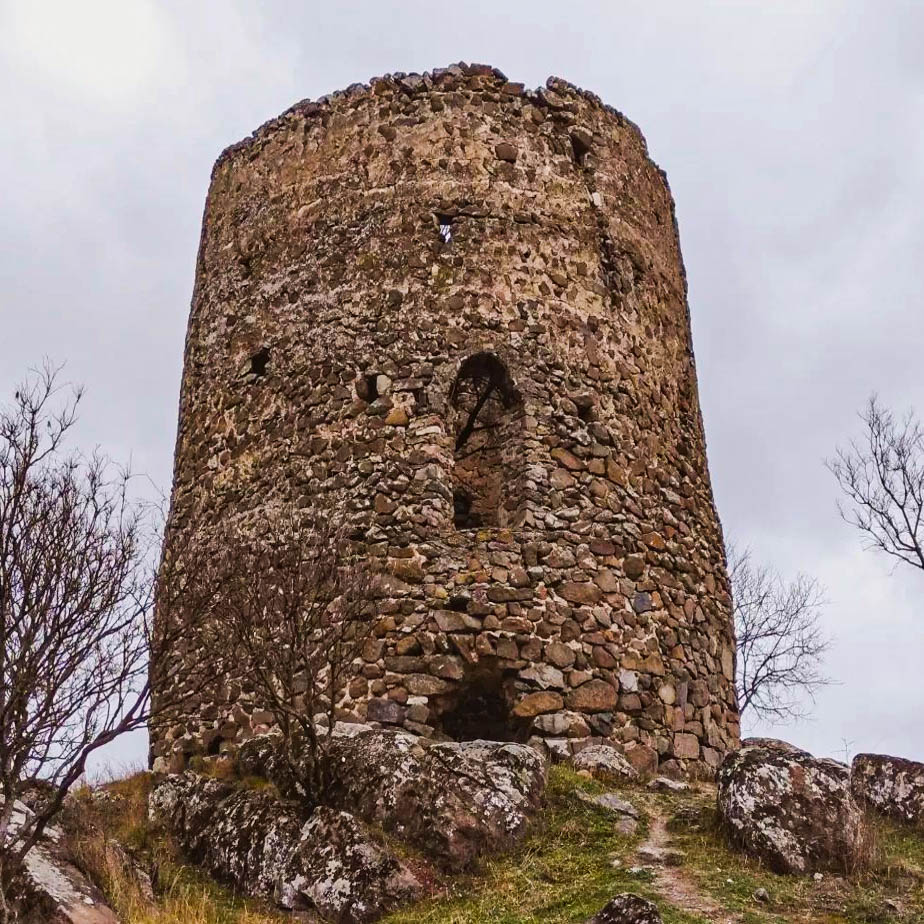
Didivan Burg

Die  Didivan-Burg (auch Dədəban-Burg, Koroghlu-Burg genannt) befindet sich fünf km von der Stadt  Qazax entfernt, am Westhang des Berges Dədəban, nahe dem Dorf Xanlıqlar in Aserbaidschan.

## Beschreibung
Die Burg liegt an der alten Karawanenstraße, die von Jerewan nach Qazax führte. Im Volksmund wird sie auch als Koroghlu-Burg bezeichnet. Die Herkunft des Namens ist umstritten. Eine glaubwürdige Deutung leitet den Namen Dədəban als „Haus des Großvaters“ ab. Nach einer anderen Hypothese stammt „Didi“ aus dem Persischen und bedeutet „Auge“, während „van“ „Ort“ oder „Siedlung“ bedeutet – zusammen also „Beobachtungspunkt“.
Die Burg ist im Grundriss rund und aus großen Steinquadern errichtet. Sie hat eine Höhe von etwa 8,3 Metern und einen Durchmesser von 5,9 Metern. Die Mauerstärke beträgt unten 1 Meter und verjüngt sich nach oben auf 0,5 Meter. Der Innenraum der Burg ist hohl, allerdings sind in den Wänden Nischen für Holzbalken erhalten geblieben, die einst die Stockwerke trugen.
Es wird angenommen, dass die Burg im 6. bis 7. Jahrhundert errichtet wurde. Bis zur Mitte des 20. Jahrhunderts diente sie als Wallfahrtsort. Die Sichtöffnungen in Richtung der Straße nach Dəlican belegen die Funktion der Burg als Beobachtungs- bzw. Wachturm. Ähnliche Türme befinden sich auch am Ufer des Flusses Coqaz und in der Nähe des Dorfes Cəfərli.